# Alekseï Denissenko
Pour les articles homonymes, voir Denissenko.
Alekseï Alekseïevitch Denissenko (en russe : Алексей Алексеевич Денисенко), né le 30 août 1993 à Bataïsk dans l'oblast de Rostov (Russie), est un taekwondoïste russe.

## Carrière
Alekseï Denissenko remporte la médaille de bronze aux Jeux olympiques d'été de 2012 en catégorie des moins de 58 kg puis l'argent  en catégorie des moins de 68 kg en 2016 à Rio de Janeiro.

## Palmarès

### Jeux olympiques
- Médaille d'argent dans la catégorie des moins de 68 kg en 2016 à Rio de Janeiro
- Médaille de bronze dans la catégorie des moins de 58 kg en 2012 à Londres

### Championnats du monde
- Médaille d'argent dans la catégorie des moins de 68 kg en 2015 à Tcheliabinsk
- Médaille de bronze dans la catégorie des moins de 68 kg en 2019 à Manchester

### Championnats d'Europe
- Médaille de bronze dans la catégorie des moins de 68 kg en 2014 à Bakou
- Médaille de bronze dans la catégorie des moins de 68 kg en 2019 à Bari

### Jeux européens
- Médaille de bronze dans la catégorie des moins de 68 kg en 2015 à Bakou